# Parti social-démocrate (Rwanda)
Pour les articles homonymes, voir Parti social-démocrate.
Le Parti social-démocrate du Rwanda est un parti politique rwandais, fondé en 1991 lors de l'introduction du multipartisme au Rwanda. 
À l'origine, il était surtout implanté dans la région de Butare et rassemblait aussi bien des Tutsi que des Hutu modérés. Il cherchait ainsi à se démarquer aussi bien du MRND, parti du président Habyarimana, que du MDR qui prenait sa source dans le parti du président précédent, Grégoire Kayibanda.  
Il est dirigé par Vincent Biruta, ancien président du sénat, et par Marc Rugenera, vice-président du parti.